# ニキ・バコイヤーニ
ニキ・バコイヤーニ（ギリシア語: Νίκη Μπακογιάννη, ローマ字、Niki Bakoyianni, 1968年6月9日 - ）は、ギリシャの陸上競技選手。1996年アトランタオリンピックの銀メダリストである。フシオティザ県ラミア出身。

## 経歴
バコイヤーニは、1990年代に活躍したギリシャの走高跳の選手である。まだ10代だった1985年に1m85を跳躍。同年のギリシャ選手権も制し、翌1986年に地元アテネで行われた世界ジュニア陸上では、1m83で5位という結果を残した。1989年にオランダのハーグで行われたヨーロッパ室内選手権では1m84で5位、1992年の同大会でも1m88で5位となっている。この年、バルセロナオリンピックに出場するも、1m88で予選を突破することはできなかった。
4年後の1996年、ストックホルムで行われたヨーロッパ室内選手権で、1m96の室内自己ベストで2位となり銀メダルを獲得していたが、8月のアトランタオリンピックでは、バコイヤーニは全くの無名選手といってもよかった。バコイヤーニは1m80から跳躍を開始。1m96を1回で成功したがこの時点で9人の選手が残っていた。次に自己ベスト、ギリシャ記録となる1m99を2回目で成功。さらに2m01にバーが上がると、2回目に成功。自身初の2m越えを果たす。この高さをクリアした選手は、ブルガリアのステフカ・コスタディノヴァ、ウクライナのインガ・ババコワ（いずれも1回で成功）しかおらず、バコイヤーニはメダルを確定させた。次の2m03をコスタディノヴァは1回で成功したが、バコイヤーニは1、2回目をとも失敗。ババコワも2回とも失敗していた。しかし、バコイヤーニは3回目にこの高さをクリア。一方、ババコワは3回とも失敗したため、銀メダル以上が確定した。バーはさらに2cm上がり、2m05となった。この高さをコスタディノヴァは2回目に成功。しかし、バコイヤーニは3回ともクリアすることはできなかった。それでも、バコイヤーニは銀メダルを獲得。オリンピックの大舞台で自己ベストを3回にわたり6cm更新する快挙であった。
バコイヤーニは、現役だった1985年から1996年の間に11回ギリシャチャンピオンに輝き、13回もギリシャ記録を更新。2004年アテネオリンピック開会式前日の夜、世界五大陸をリレーしてきた聖火をアクロポリスの丘にあるパルテノン神殿の前の聖火台に点火する大役を務めた。

## 自己ベスト
- 走高跳 - 2m03 (1996年)

## 主な実績
| 年   | 大会                     | 場所                         | 種目   | 結果      | 記録 |
| ---- | ------------------------ | ---------------------------- | ------ | --------- | ---- |
| 1992 | オリンピック             | バルセロナ(スペイン)         | 走高跳 | 24位（q） | 1m88 |
| 1993 | 世界陸上選手権           | シュトゥットガルト(ドイツ)   | 走高跳 | 29位（q） | 1m84 |
| 1996 | ヨーロッパ室内陸上選手権 | ストックホルム(スウェーデン) | 走高跳 | 2位       | 1m96 |
| 1996 | オリンピック             | アトランタ(アメリカ合衆国)   | 走高跳 | 2位       | 2m03 |
| 1997 | 世界陸上選手権           | アテネ(ギリシャ)             | 走高跳 | 15位（q） | 1m92 |
| 1999 | 世界陸上選手権           | セビリヤ(スペイン)           | 走高跳 | 28位（q） | 1m85 |
| 2000 | オリンピック             | シドニー(オーストラリア)     | 走高跳 | 33位（q） | 1m80 |

- qは予選